# Bundesstraße 1
Pour les articles homonymes, voir B1 et Route B1.
La Bundesstraße 1 (abrégé en B 1) est une Bundesstraße reliant la frontière néerlandaise, près d'Aix-la-Chapelle, à la frontière polonaise, à Küstrin-Kietz sur l'Oder, en passant par Düsseldorf, Dortmund et Berlin.

## Localités traversées
- Aix-la-Chapelle
- Düsseldorf
- Essen
- Bochum
- Dortmund
- Unna
- Werl
- Soest
- Erwitte
- Geseke
- Salzkotten
- Paderborn
- Bad Lippspringe
- Horn-Bad Meinberg
- Detmold
- Hamelin
- Elze
- Hildesheim
- Brunswick
- Königslutter am Elm
- Helmstedt
- Morsleben
- Uhrsleben
- Magdebourg
- Burg
- Hohenseeden
- Genthin
- Plaue
- Brandebourg-sur-la-Havel
- Potsdam
- Berlin
- Vogelsdorf
- Rüdersdorf
- Müncheberg
- Seelow
- Manschnow
- Küstrin-Kietz
- Kostrzyn nad Odrą ( Pologne)